# Ági Pataki
Forma nativă a acestui nume de persoană este Pataki Ági.
Ági Pataki (născută Ágnes Pataki, n. 5 septembrie 1951, Budapesta, Republica Populară Ungară) este un fotomodel și producător de film din Ungaria. Ea a apărut pe afișe ale gamei de produse Fabulon a Kőbánya Pharmaceuticals timp de aproximativ două decenii. De asemenea, a apărut în promoții pentru mărci precum Pepsi, Philip Morris, L'Oréal Professionnel și Semperit⁠(d). În 2019, la vârsta de 67 de ani, a devenit imaginea de afiș a gamei de produse antirid Helia-D Cell Concept.

## Carieră

### Tinerețe
Înainte de Revoluția Maghiară din 1956, tatăl lui Pataki a fost ofițer în armata țării. După revoluție, a devenit analist economic. Mama ei a fost administrator la Ministerul Sănătății. Pataki și-a petrecut copilăria la Budapesta. După terminarea studiilor, a lucrat ca interpret profesionist, după ce a promovat un examen de ghid turistic germano-spaniol.

### Ca fotomodel

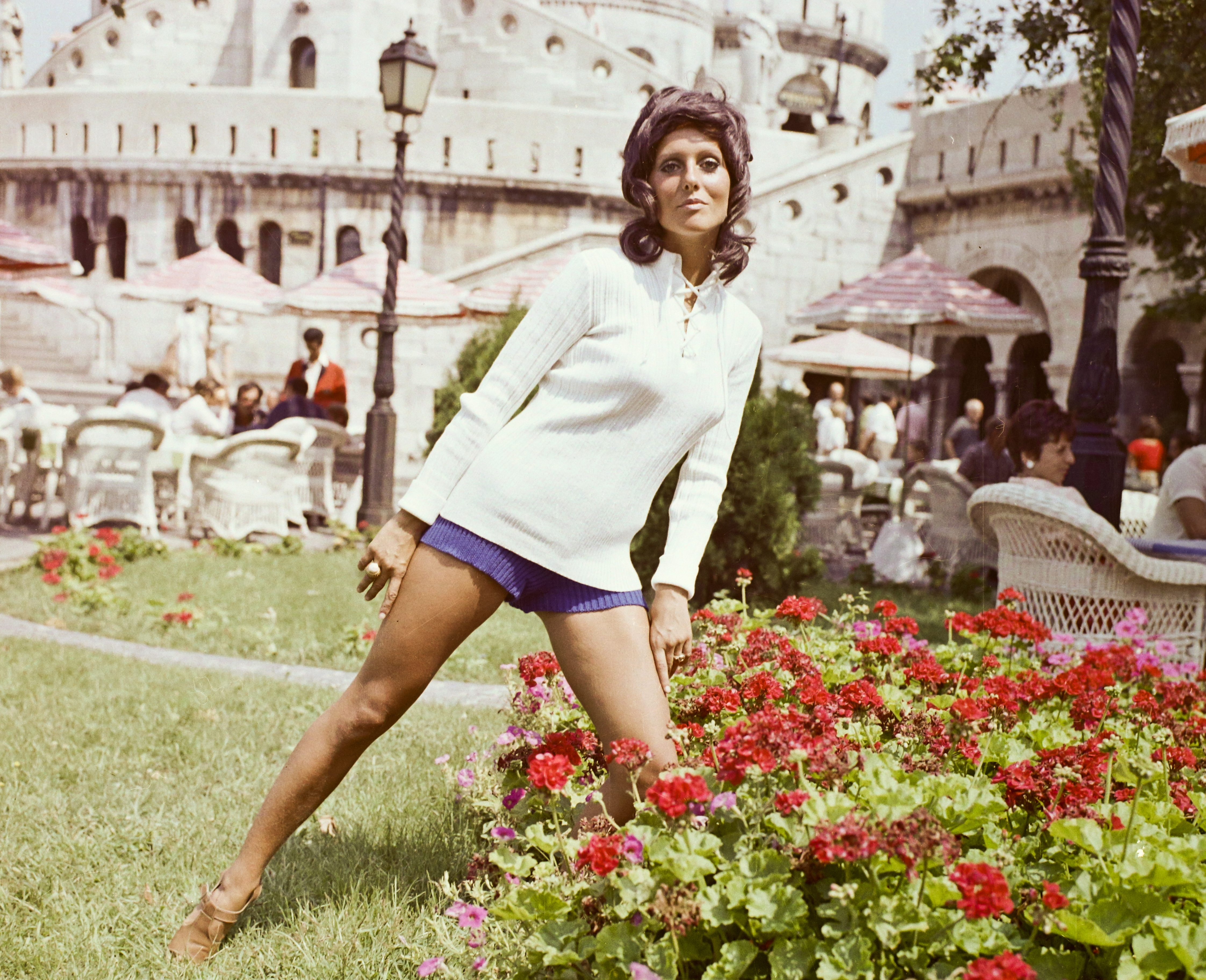
Ági Pataki

În timp ce escorta un grup de turiști într-o vizită la un salon din Budapesta la sfârșitul anilor 1960, Pataki a fost descoperită de proprietarul salonului, care a încurajat-o să devină fotomodel. În 1970, o fotografie a lui Pataki realizată de Andrea Némeths a fost descoperită de designerul grafic József Finta, directorul de relații publice al Kőbánya Pharmaceuticals. Ea a devenit fotomodelul de pe afișele gamei de produse cosmetice Fabulon ale companiei în anii 1970 și 1980. Comentând despre cariera ei de fotomodel în cadrul companiei, Pataki a spus: „...cred că am fost mai influențată de femei decât de bărbați. Nu întâmplător au ales chipul unui cosmeticiene. Specialistul care m-a ales pentru această sarcină a fost o femeie care căuta un chip care să atragă femeile..." Pataki a apărut ca fotomodel și în reclame pentru mai multe produse internaționale, lucrând cu fotografi precum János Fenyő, Gábor Modos și Miklós Lengyel.
În 2003, Ági Pataki a apărut în revista Elle. În 2014, a fost prima „Este femeie” din Ungaria din campania L'Oréal Professionnel It Looks. În 2015, 2016 și 2017, Forbes a ales-o drept a 9-a cea mai influentă femeie maghiară în cultură.

### Ca femeie de afaceri

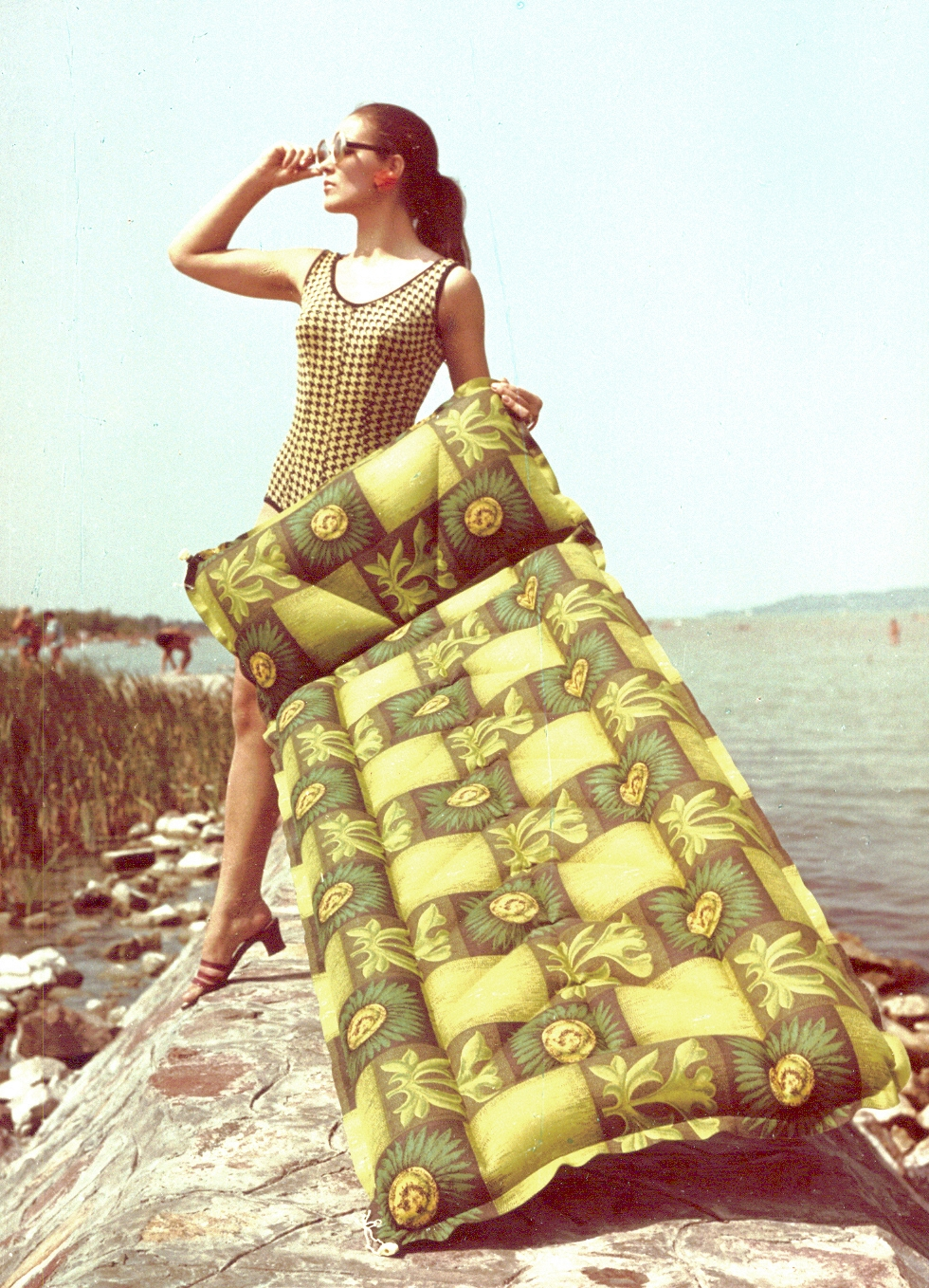
Fotografie publicitară a Fabricii din Palma.

În anii 1980, Pataki a devenit femeie de afaceri în timp ce încă lucra ca fotomodel, deschizând un lanț de trei buticuri de modă. Ea a avut, de asemenea, afaceri de dezvoltare imobiliară. Până în anii 1990, Pataki a devenit cunoscută ca producător de film în Ungaria. Ea și soțul ei, Gábor Kovács, unul dintre fondatorii și directorii asociației în comun Filmpartners, au contribuit foarte mult la succesul filmelor maghiare, cum ar fi filmele Üvegtigris (Tigrul de sticlă 1, 2 și 3) din 2001, 2006 și respectiv 2010. În 2003, a fost desemnată una dintre cele cincizeci de femei cu cele mai multe succese din Ungaria, pe o listă a cotidianului Magyar Hírlap⁠(d).
În 2011 a devenit directorul fondator al Asociației Producătorilor Independenți. În 2015, ea a făcut parte din juriul profesionist format din cinci membri ai primului program de formare profesională anunțat de Fundația Națională de Film Maghiară, care a selectat zece proiecte de film pentru a ajuta la dezvoltarea acestora. În 2016, ea a contribuit la producția filmului experimental realizat cu un fotocopiator, The Copyist, care a debutat la a 22-a ediție a Festivalului internațional de animație scurtă de la Palm Springs⁠(d).